# Bill Finger
Milton Finger, detto Bill (Denver, 8 febbraio 1914 – New York, 18 gennaio 1974), è stato un fumettista e scrittore statunitense.
Insieme a Bob Kane, è stato il co-creatore di Batman, un personaggio della DC Comics divenuto uno dei miti del fumetto supereroistico del XX secolo. Nonostante i contributi importanti (a volte distintivi) come scrittore innovativo, visionario e architetto di illustrazioni, Finger (e altri creatori della sua epoca) è stato spesso relegato allo status di "scrittore fantasma" in molti fumetti, tra cui Batman e l'originale Lanterna Verde, Alan Scott.

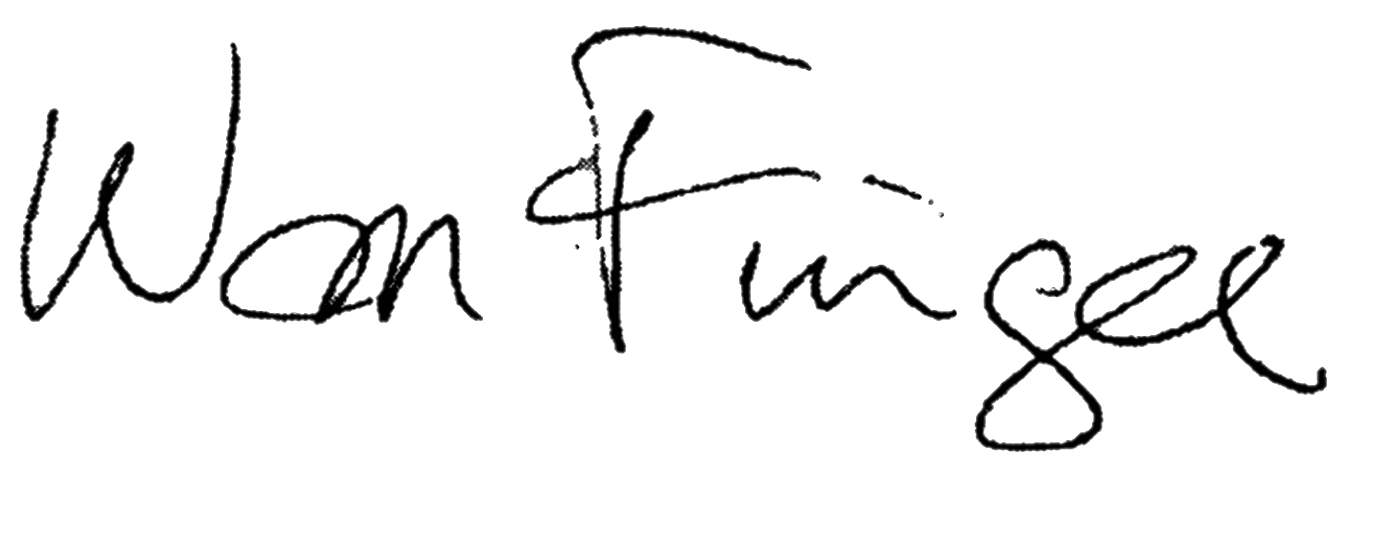
Firma di Finger.

Mentre Kane ha ammesso privatamente in un'intervista audio degli anni ottanta con il suo biografo che Finger era responsabile del "50-75% di tutta la creatività in Batman", per decenni ha negato pubblicamente che egli fosse stato qualcosa di più di un subappaltatore che eseguiva le sue idee. Di conseguenza, Finger è morto in povertà mentre i marchi Batman e Kane hanno accumulato fama e ricchezza internazionale. Negli anni 2000, il biografo di Finger, Marc Tyler Nobleman, ha scoperto eredi precedentemente sconosciuti. Su sollecitazione di Nobleman, della comunità di fan dei fumetti online e di altri, la nipote di Finger ha portato avanti la battaglia per ripristinare la sua eredità perduta, che è continuata per anni.
Nel 2015, la società madre della DC Comics ha accettato di riconoscere la rivendicazione di proprietà intellettuale di Finger come co-creatore dei personaggi di Batman, aggiungendo il suo nome alla linea di credito "creato da" che Kane aveva ottenuto contrattualmente nel 1939.

## Biografia

### Primi anni di vita
Bill Finger è nato a Denver, in Colorado, nel 1914 da una famiglia ebrea ashkenazita. Suo padre, Louis Finger, nacque in Austria-Ungheria nel 1890 ed emigrò negli Stati Uniti nel 1907. Poco si sa della sua madre biologica Rosa Rosenblatt. La sua matrigna Tessie nacque nel 1892 a New York City. La famiglia comprendeva anche due figlie (o forse nipoti cresciute come figlie), Emily e Gilda. La famiglia si trasferì nel Bronx, New York City, dove durante la Grande depressione Louis Finger fu costretto a chiudere la sua sartoria. Finger si diplomò alla DeWitt Clinton High School nel Bronx nel 1933.
Bill Finger passò la maggior parte della sua infanzia nel Bronx, un quartiere di New York, ad appena pochi isolati da Bob Kane. I due non si conobbero mai, in questo primo periodo, poiché Finger, di salute cagionevole, passava la maggior parte del tempo a letto, immerso nella lettura di libri e riviste scientifiche e di fantascienza, in particolare la rivista Life, la mitica Amazing Stories di Hugo Gernsback, o le più tecniche Popular Science e Popular Mechanics.
Aspirante scrittore e venditore di scarpe part-time, Finger si unì al nascente studio di Bob Kane nel 1938 dopo aver incontrato Kane a una festa, dove ebbero modo di apprezzare le reciproche qualità ed iniziare a parlare di eventuali progetti in comune. Creano, così, la serie Rusty and his pals, la prima collaborazione tra i due autori: era il 1938.

### Batman
L'anno successivo era la volta di Batman: sulle pagine di Action Comics, infatti, il personaggio di Superman di Siegel e Shuster, riscuoteva sempre più successo, così la National Publications, oggi DC Comics, decise di bissare tale successo con un nuovo personaggio di altrettanto carisma e richiamo. Sotto la spinta di Vincent Sullivan, Kane mise sul piatto una serie di idee, ispirate alle sue passioni per i disegni di Leonardo da Vinci e ai film di Zorro, tirando fuori un personaggio che, inizialmente, chiamò Birdman. Fu invece Finger a perfezionare le idee di Kane, innanzitutto proponendo il nome di Batman, e di conseguenza trasformando il costume per renderlo più simile a quello di un pipistrello, grazie all'aggiunta di alcuni particolari fondamentali, come il cappuccio invece della maschera, il mantello al posto delle ali rigide, la Bat-cintura dotata di accessori, l'aggiunta dei guanti, la rimozione delle sezioni rosse dal costume originale, l'identità di Bruce Wayne, il commissario Gordon come contraltare legale al violento vigilante, l'atmosfera pulp delle prime avventure, rendendo il personaggio un nuovo Uomo Ombra o un nuovo Sandman, entrambi ricchi ereditieri in cerca di giustizia.
Il personaggio così creato venne proposto alla National, che lo fece esordire su Detective Comics n. 27 del maggio 1939, con una prima storia scritta da Finger e disegnata da Kane. Poiché, però, i contatti con la National erano tenuti direttamente con Kane, fu quest'ultimo ad essere considerato unico creatore del personaggio e fu anche l'unico a comparire nei credits delle storie, e ciò fu la fortuna di Kane. La situazione continuò fino al 1968, quando il lavoro degli altri autori venne giustamente accreditato loro: d'altra parte lo stile dei successori di Kane si era, con gli anni, profondamente discostato dal modello originario e fu finalmente possibile anche riconoscere il contributo fondamentale di Finger alla creazione di uno dei miti moderni.
Finger, comunque, che nel 1940 sulle pagine di All America Comics aveva creato insieme a Martin Nodell il personaggio di Alan Scott, la prima Lanterna Verde, e nel 1942 Wildcat con Irwin Hansen su Sensation Comics n. 1, continuò a lavorare su Batman fino ai primi anni sessanta, creando sia la città di Gotham (all'inizio, infatti, l'eroe si muoveva tra i grattacieli di New York), sia il personaggio di Robin, l'assistente adolescente del vendicatore mascherato. Inoltre ebbe un importante ruolo nella creazione del Joker, creazione che condivide con lo stesso Kane e con uno dei primissimi allievi di quest'ultimo, Jerry Robinson.

### Gli altri lavori
Infine, uno dei marchi di fabbrica della produzione di Finger, in particolare durante gli anni cinquanta, sono da considerarsi i macchinari giganteschi ispirati ad oggetti di uso comune: tale passione era condivisa anche da Dick Sprang, che divenne uno dei suoi più importanti collaboratori in quel periodo. Kane, comunque, lavorò anche su altri eroi, come Flash, Hawkman, Dr. Fate, e la Justice Society of America, molti dei quali nati dalla fervida immaginazione di Garden Fox, anch'egli grande sceneggiatore del Batman golden age.
Altri personaggi su cui ha lavorato sono Superman, Superboy, Wonder Woman, Atomo, gli Esploratori dell'Ignoto di Kirby, Tomahawk, mentre per la Timely su Capitan America e sulla testata All-Winners Squad.

### Vita privata
Finger si è sposato due volte. Lui e la sua prima moglie, Portia, ebbero un figlio: Frederick (soprannominato "Fred"). Dopo il divorzio, Finger sposò Edith "Lyn" Simmons alla fine degli anni '60, ma non erano più sposati quando morì nel 1974.
Finger venne trovato morto nella sua casa di Manhattan, da Charles Sinclair, amico di Finger e suo compagno di scrittura di lunga data. Aveva quasi 60 anni. La causa della morte è stata l'arteriosclerosi coronarica occlusiva. Finger aveva già subito tre attacchi di cuore, nel 1963, 1970 e 1973. Sebbene Sinclair e altri credessero a lungo che Finger fosse stato sepolto in una tomba da campo di un vasaio non contrassegnato, il suo corpo fu effettivamente rivendicato da suo figlio, Fred, che onorò il suo desiderio di essere cremato, e sparse le sue ceneri a forma di pipistrello su una spiaggia dell'Oregon. La prima storia del numero Batman #259 del dicembre 1974 sarebbe stata dedicata alla memoria di Finger.
Fred Finger aveva una figlia, Athena, nata due anni dopo la morte di Bill Finger. Fred morì per complicazioni dovute all'AIDS il 13 gennaio 1992. Athena e suo figlio sono i suoi unici eredi viventi conosciuti, e i loro tentativi (su suggerimento di Nobleman e dei fan dei fumetti e aiutati dalla sua sorellastra avvocato) per ripristinare l'eredità di Bill hanno portato alla decisione della Warner Brothers nel 2015 di riconoscere ufficialmente Finger come co-creatore di Batman in progetti cinematografici e televisivi in futuro.

## Riconoscimenti
Finger è stato inserito postumo nella Jack Kirby Hall of Fame nel 1994 e nella Will Eisner Award Hall of Fame nel 1999. In suo onore, Comic-Con International ha istituito nel 2005 il Bill Finger Award, che viene assegnato ogni anno a "due destinatari - uno vivente e uno deceduto - che hanno prodotto un corpo significativo di lavoro nel settore dei fumetti". Finger ha ricevuto postumo un Inkpot Award nel 2014.

## Omaggi
Finger è il soggetto del documentario originale di Hulu, Batman & Bill, presentato per la prima volta nel 2017.
L'8 dicembre 2017, l'angolo sud-est della 192ª strada Est e del Grand Concourse nel Bronx è stato chiamato "Bill Finger Way". L'angolo è stato scelto per la sua vicinanza a Poe Park, dove Finger e Kane si incontravano per discutere del loro personaggio di Batman.